# Syntrechalea syntrechaloides
Espèce
Synonymes
- Trechalea syntrechaloides Mello-Leitão, 1941

Syntrechalea syntrechaloides est une espèce d'araignées aranéomorphes de la famille des Trechaleidae.

## Distribution
Cette espèce se rencontre au Venezuela, en Colombie, au Pérou, en Bolivie, au Brésil et au Guyana.

## Description
La carapace du mâle décrite par Carico en 2008 mesure 3,9 mm de long sur 3,7 mm de large et l'abdomen 5,2 mm de long et celle de la femelle 4,3 mm de long sur 4,2 mm de large et l'abdomen 6,6 mm de long.

## Publication originale
- Mello-Leitão, 1941 : Aranhas do Paraná. Arquivos do Instituto Biológico, Sao Paolo, vol. 11, p. 235-257.